# Chiesa di Santa Maria Assunta (Dambel)
La chiesa di Santa Maria Assunta è la parrocchiale di Dambel in Trentino. Fa parte dell'ex-decanato di Fondo dell'arcidiocesi di Trento e risale al XII secolo.